# Оля Тіра
Оля Тіра, справжнє ім'я Ольга Цира (нар. 1 серпня 1988, Потсдам) — молдавська співачка і модель. Разом з гуртом SunStroke Project представляла Молдову на пісенному конкурсі Євробачення 2010 в Осло з піснею «Run Away».
У 2007 році співачка також брала участь у національному відборі на конкурс Євробачення 2007 і посіла третє місце, набравши 70 балів, поступившись групі «Zdob şi Zdub» (76 балів) та Наталії Барбу (94 бали).

## Біографія
Оля Тіра народилася в Потсдамі в родині військового у Постадамі. Пізніше її сім'я переїхала на Далекий Схід. Потім вони влаштувалися в молдовському місті Кагул. Тут же в 2003 році вона закінчила середню школу № 3, нині ліцей Дмитра Кантеміра.
Вперше взяла участь у вокальному конкурсі — фестивалі молодих виконавців у Кагулі «Обличчя друзів», де посіла друге місце, виконавши пісню з репертуару Наталії Барбу. Після цього конкурсу Оля почала співпрацю з музичним продюсером Сергієм Орловим, з яким працює донині. Переїхавши до Кишинева, вступила до Академії мистецтв.